# Puchar Świata w narciarstwie alpejskim 1979/1980
Sezon 1979/1980 Pucharu Świata w narciarstwie alpejskim rozpoczął się 5 grudnia 1979 we francuskim Val d’Isère, a zakończył 15 marca 1980 w austriackiej miejscowości Saalbach-Hinterglemm. Była to 14. edycja pucharowej rywalizacji. Rozegrano 28 konkurencji dla kobiet (7 zjazdów, 8 slalomów gigantów i 9 slalomów specjalnych i 4 kombinacje) i 27 konkurencji dla mężczyzn (7 zjazdów, 8 slalomów gigantów i 8 slalomów specjalnych i 4 kombinacje).
Puchar Narodów (łącznie) zdobyła reprezentacja Austrii, wyprzedzając Szwajcarię i Liechtenstein.

## Puchar Świata w narciarstwie alpejskim kobiet
Wśród kobiet najlepszą zawodniczką okazała się Hanni Wenzel z Liechtensteinu, która zdobyła 311 punktów, wyprzedzając Austriaczkę Annemarie Moser-Pröll i reprezentantkę Szwajcarkę Marie-Therese Nadig.
W poszczególnych klasyfikacjach tryumfowały:
- Marie-Therese Nadig – zjazd
- Perrine Pelen – slalom
- Hanni Wenzel – slalom gigant
- Hanni Wenzel – kombinacja

## Puchar Świata w narciarstwie alpejskim mężczyzn
Wśród mężczyzn najlepszym zawodnikiem okazał się Andreas Wenzel z Liechtensteinu, który zdobył 204 punkty, wyprzedzając Szweda Ingemara Stanmarka i Amerykanina Phila Mahre'a.
W poszczególnych klasyfikacjach tryumfowali:
- Peter Müller – zjazd
- Ingemar Stenmark – slalom
- Ingemar Stenmark – slalom gigant
- Phil Mahre – kombinacja

## Puchar Narodów (kobiety + mężczyźni)
- 1.  Austria – 1417 pkt
- 2.  Szwajcaria – 1102 pkt
- 3.  Liechtenstein – 781 pkt
- 4.  Stany Zjednoczone – 715 pkt
- 5.  Włochy – 671 pkt